# Paolo De Sanctis
Paolo De Sanctis (* 14. Februar 1816 in Rigatti (Latium); † 9. Mai 1907 in Rom) war italienischer Geistlicher.

## Leben
Paolo De Sanctis wurde 1816 in einem kleinen Bergdorf im Apennin 35 km südöstlich von Rieti geboren. Er empfing am 21. Mai 1842 die Priesterweihe. Papst Leo XIII. ernannte ihn am 1. Juni 1888 zum Bischof von Poggio Mirteto. Luigi Serafini, Kardinalbischof von Sabina, spendete ihn am 10. Juni 1888 in der römischen Kirche Jérôme de la Charité die Bischofsweihe. Am 22. Juni 1896 nahm der Papst seinen Rücktritt an und ernannte ihn zum Titularerzbischof von Serdica.